# Jens Jørgen Thorsen
Jens Jørgen Thorsen (Holstebro, 2 febbraio 1932 – 15 novembre 2000) è stato un pittore, regista e musicista danese.

## Filmografia

### Regista
- Fotorama (1960)
- Stopforbud, co-regia di Ole John e Jørgen Leth (1963) - cortometraggio
- Flash, Splash, Plash, co-regia di Novi Maruni (1963)
- Do You Want Success? (1964)
- The Situationist Life, co-regia di Sture Johannesson e Jørgen Nash (1964)
- Porno-Shop, co-regia di Niels Holt e Novi Maruni (1965)
- Frelse for dig og mig, co-regia di Carl Magnus e Novi Maruni (1965)
- Herning 1965, co-regia di Novi Maruni (1966)
- Et år med Henry (1967)
- Giorni felici a Clichy (Stille dage i Clichy) (1970)
- Wet Dreams - Sogni bagnati (Wet Dreams), co-regia di altri 9 registi (1974) (segmento "Another Wet Dream")
- Lys (1988)
- Il ritorno (Jesus vender tilbage) (1992)

### Attore
- Guld til præriens skrappe drenge, regia di Finn Karlsson (1971)
- La vita di Gauguin (Oviri), regia di Henning Carlsen (1986)
- Retfærdighedens rytter, regia di Jesper W. Nielsen (1989)